# Junkers Ju 287
Junkers Ju 287 — німецький перший у світі реактивний бомбардувальник зі зворотною стрілоподібністю крила завершального періоду Другої світової війни.

## Історія
З розробкою у Третьому Райху турбореактивних моторів міністерство авіації поставило завдання розробити бомбардувальники середньої і великої дальності, які б перевершували за швидкістю ворожі винищувачі. Роботи над проєктом літака з 4 реактивними моторами Junkers Jumo 004 розпочали на межі 1942/43 під керівництвом професора Гайнріха Гертела і інженера Ганса Воке. У грудні 1943 міністерство авіації замовило будівництво прототипу. У лютому 1944 планувалось виготовити 2 прототипи і 18 передсерійних літаків. Через нетипову конструкцію було запропоновано максимально використати компоненти з інших моделей літаків. Фюзеляж походив з важкого бомбардувальника Heinkel He 177, стерно з Junkers Ju 388, модифіковане бічне шасі з Junkers Ju 352, а передня стійка шасі походила з трофейного Consolidated B-24 Liberator. Через відсутність моторів Jumo 004C поставили менш потужні Jumo 004 B-1 і 4 стартові прискорювачі Walter-501. У травні 1944 замовлення зменшили до 2 прототипів і 6 передсерійних літаків. Перший політ відбувся 8 серпня 1944 біля Лейпцига. Тести показали гарні льотні характеристики літака. Одночасно розпочались роботи над другим прототипом V2 з новим корпусом, шасі. Через нестачу двох моторів Junkers з тягою по 2900 кгс встановили 6×BMW 003, об'єднаних по три з тягою по 800 кгс. Це призвело до вібрацій крил, збільшення висоти літака. У прототипі Ju 287 V3 вирішили повернутись до 2 моторів біля корпусу і 4 під крилами. Фюзеляж отримав герметичну кабіну на 3 пілотів, у нього ховалось шасі. У вересні 1944 всі роботи було припинено, літаки замасковано. Раптом у березні 1945 вирішили збудувати 75 літаків для знищення кораблів на далеких відстанях.
Два прототипи були захоплені Червоною армією і вивезені до СРСР, де полонені німецькі інженери на їхній основі розробили літак OKB-1 EF 131 (на базі V2), EF 140 з модифікованими моторами Rolls-Royce-Nene ВК-1. Перший політ EF 140R відбувся 12 жовтня 1949 і після четвертого польоту 1950 проєкт закрили через вібрацію крил.

### Модифікації
На базі Ju 287 проводили випробовування і пошук характеристик турбореактивних моторів.
- EF 122 в аеродинамічній трубі досліджували оптимальну роботу мотора, в тому числі розміщення на крилі
- EF 125 з двома моторами під крилами
- EF 131 — перспективний Ju 287 з перспективою побудови 3 прототипів до початку 1946